# HD 196821
HD 196821，又名BD+21 4305，SAO 88959、HR 7903，是一颗恒星，视星等为6.08，位于銀經65.2，銀緯-11.82，其B1900.0坐标为赤經20h 34m 44.1s，赤緯+21° -11.82′ 53″。